# Кантагаллина, Антонио
Антонио Кантагаллина (итал. Antonio Cantagallina) — итальянский архитектор и живописец.
Место и даты рождения и смерти неизвестны. Антонио, вероятно, был младшим из трёх детей дворянина из Борго Сансеполькро (Тоскана) Джованни Мария Кантагаллины, перуджийского происхождения. Вполне вероятно, что Антонио, как и его братья Джованни (Джован) Франческо и Ремиджио, родился в Борго Сансеполькро.
Во флорентийской Академии рисунка Антонио вместе с братом Джованни Франческо посещали занятия ландшафтного архитектора и сценографа, мастера перспективных ведут Джулио Париджи.
Известно также, что Антонио вместе с братом Ремиджио написали алтарную картину, изображающую Тайную вечерю, для трапезной монастыря Сан-Бартоломео в Борго Сансеполькро (1604). Однако деятельность Антонио Кантагаллины в основном была посвящена архитектуре. Кантагаллина считался знатоком перспективы, а его брат Джован Франческо упоминается в качестве ландшафтного архитектора и мастера фортификационных сооружений, работал в Ливорно, Флоренции и в Нидерландах.
Ранней работой Антонио Кантагаллины, по-видимому, было здание собора в Ливорно по заказу великого герцога Тосканы Фердинандо I Медичи, которое также приписывают А. Пьерони. Фасад здания остался недостроенным. Для того же города великий герцог в 1605 году заказал архитектору здание, которое должно было служить таможней, а затем было преобразовано в королевский дворец и использовалось как таковое по крайней мере до конца века.
В 1609 году Кантагаллина завершил в Сансеполькро строительство лоджии Палаццо делле Лауди (строительство начато по проекту Альберто Альберти (не путать с Л. Б. Альберти). Его имя упоминается в 1616 году в связи с проектом церкви монастыря капуцинов в Борго Сансеполькро. После этого сведения о его жизни отсутствуют.